# Agiortia cicatricata
Agiortia cicatricata är en ljungväxtart som först beskrevs av J.M.Powell, och fick sitt nu gällande namn av Christopher John Quinn. Agiortia cicatricata ingår i släktet Agiortia och familjen ljungväxter. Inga underarter finns listade i Catalogue of Life.